# Transport scolaire

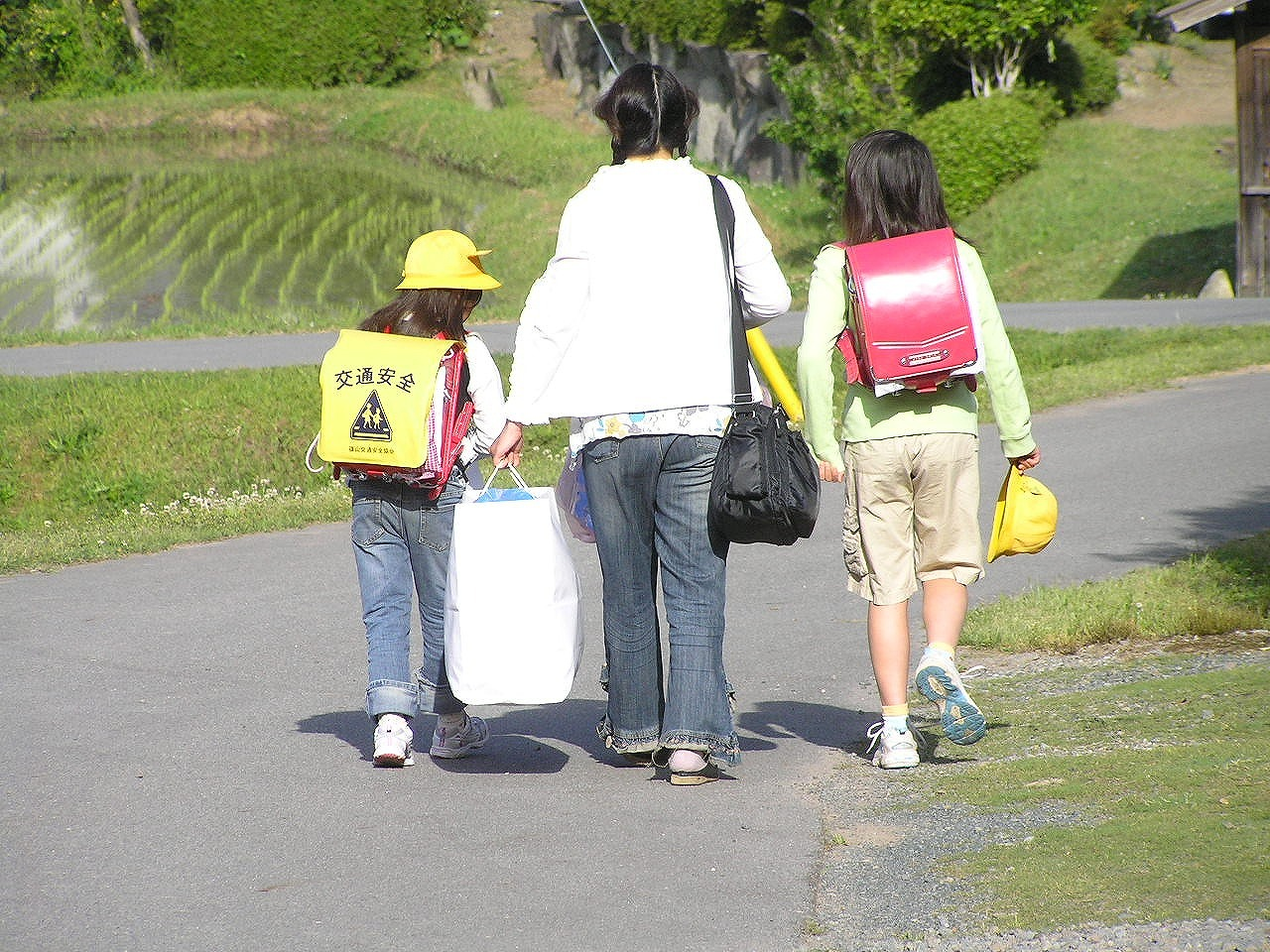
Des enfants se rendant à l'école

Le transport scolaire est l'organisation de déplacements d'élèves dans le cadre de leurs activités scolaires, principalement leur transport quotidien entre leur domicile et leur école mais aussi à l'occasion de voyages. Il se réalise généralement au moyen d'autocars mais peut dans certaines autres circonstances se réaliser en taxi, train ou bateau. Il est généralement encadré par des textes législatifs ou réglementaires spécifiques.
Alors que dans certains pays le transport scolaire s'effectue dans des autocars (souvent jaune dans les autres pays)conformes à la législation générale, la législation d'autres pays comme les États-Unis ou le Canada définit des normes spécifiques pour le véhicule de transport scolaire, appelé « autobus d'écolier » au Canada et School bus aux États-Unis.

## Histoire
En 1929, la question d'autocar scolaires pour desservir les lycéens parisiens est posée dans le journal Paris-Soir.
En 1931, 20 enfants appartenant à des familles britanniques ont été blessés lors du renversement d'un autocar scolaire par un train au Chili.
En France, en 1930, 1931 et 1932, la question des autocars scolaires est déjà abordée au parlement.
En France, le transport scolaire a été créé pour accompagner la suppression des écoles dans des hameaux par mesure d'économie, aux alentours de 1934.
En France, le transport scolaire n'a pas été immédiatement gratuit, par exemple dans le département de la Haute-Vienne, le cahier des charges prévoit une réduction de 50 % en 1937
.
En 1961, 1962, et 1964, en France, des décrets sont pris relatifs au transport scolaire.
En 1969 le décret no 69-520 du 31 mai 1969 relatif au financement du transport des élèves de l'enseignement primaire et des enseignements généraux, agricoles et professionnels conduit à l'abrogation du décret no 61-189 du 20 février 1961 relatif au transport des élèves des enseignements généraux, professionnels et terminaux, et du décret no 62-375 du 2 avril 1962 relatif au transport des élèves de l'enseignement primaire et des enseignements généraux et professionnels et du décret no 64-875 du 20 août 1964 relatif au transport des élèves des établissements d'enseignement et de formation professionnelle agricoles publics et privés reconnus.
En 1975, en France, 1 890 000 élèves sont transportés par transport scolaire. Les chômeurs doivent payer le transport scolaire de leurs enfants sauf dans douze départements. Ces frais de transport sont alors engendrés par l’État qui ferme et regroupe des écoles pour des raisons d'économie.
En 1976, le 11 août, en France, le ministre de l'intérieur fait un arrêté en vue de «sécurité et discipline dans les véhicules affectés aux transports spéciaux de transfert d'élèves».
En 1982, survient l'accident de Beaune concernant un autocar scolaire. En France, cet accident conduit à limiter légalement la vitesse par temps de pluie : la vitesse maximale est fixée à 110 km/h sur autoroute et 80 km/h sur route nationale.
En 1982-1984, en France, à l'occasion de la décentralisation, la compétence du transport scolaire est transférée aux départements.
Par ailleurs, une circulaire de la même année considère que les transports scolaires relèvent des services réguliers publics. La même année, une circulaire rappelle que la définition des normes relatives à la sécurité des transports scolaires sont de la responsabilité de l'état et qu'elles concernent à la fois les normes de constructions des véhicules et les règles d’exploitation des véhicules.
En 1995, en France, les transports scolaire concernent quotidiennement 4 millions d'élèves.
En 2013, en France, en métropole, 747 millions de kilomètres ont été parcourus dans le cadre de service régulier scolaire, et 107 dans le cadre de service périscolaire. Le transport scolaire est assuré par 31 608 autocars (soit un peu moins de 50 % du parc) : 21 174 autocars sont utilisés exclusivement pour le transport scolaire, 10 434 autocars sont utilisés à plusieurs fins (exemple service régulier scolaire, service régulier interurbain, service périscolaire). Le service régulier urbain (exclusivement affecté à cet usage) réalise 123 kilomètres de transport par autocar par jour de transport, en moyenne.
Dans les départements d'outremer, environ 47 millions de kilomètres ont été effectués pour du transport scolaire.

## Cadre juridique

### États-Unis

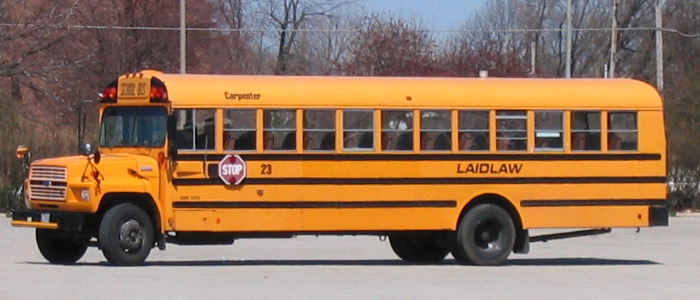
Autocar spécifique à la législation scolaire des États-Unis relative aux School bus

La législation de caroline du Sud, Title 59 - Education - CHAPTER 67 - Transportation of Pupils; est une législation relative au transport scolaire. Il n'y a pas de loi fédérale sur le port de la ceinture à bord des autobus scolaires, seuls six États, New York, la Californie, la Floride, le New Jersey, la Louisiane et le Texas ont des réglementations imposant l'installation de ceintures de sécurité à bord des autobus scolaires.

### Québec

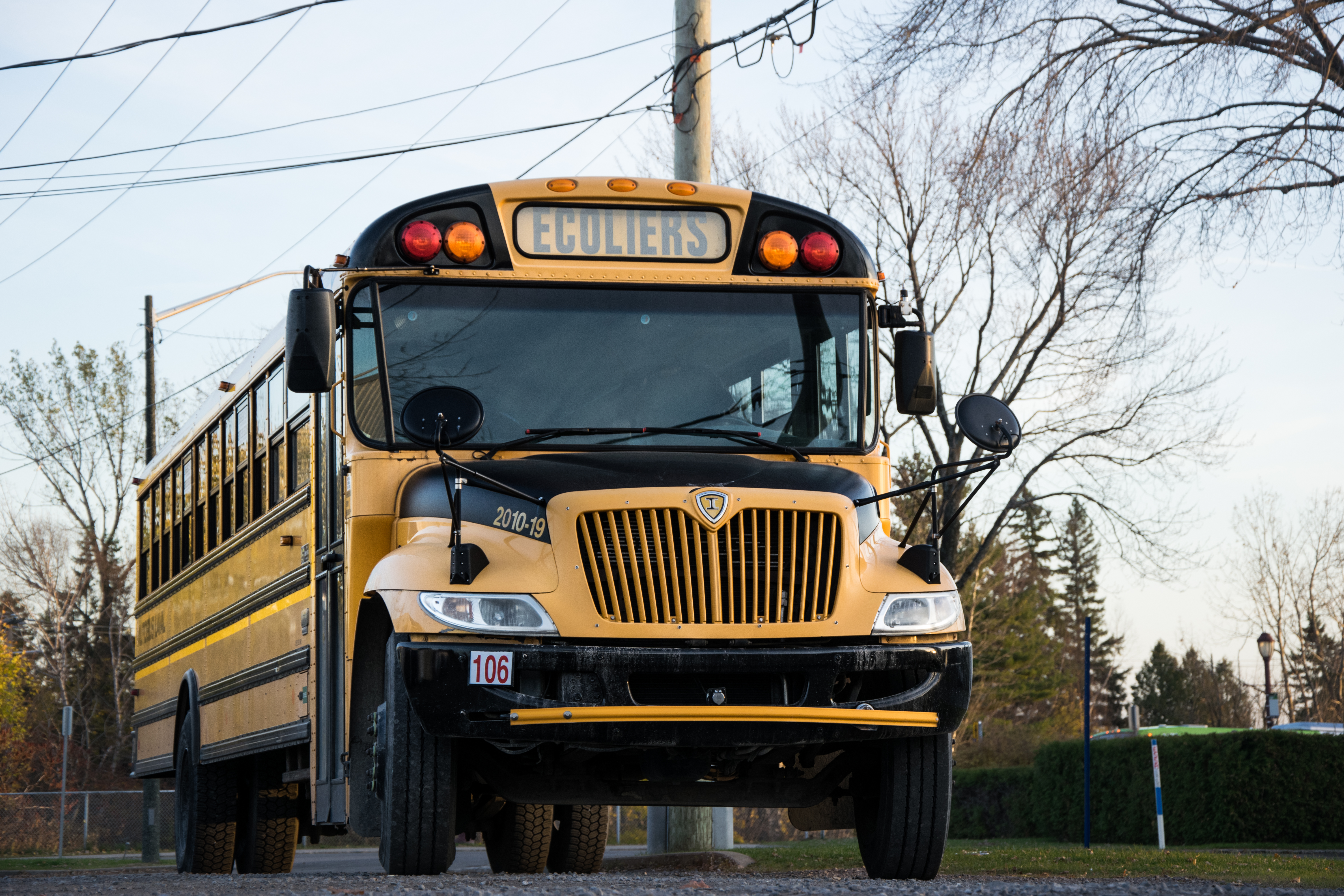
Autobus scolaire au Québec

Le Québec organise les transports scolaires dans le cadre de la Loi sur l'instruction publique qui reconnait le besoin de ces transports scolaires.
Le Québec est l'un des rares États francophones à peindre ses autocars en jaune. Ceci est une conséquence du « Règlement sur les véhicules routiers affectés au transport des élèves » qui désigne ces véhicules sous le terme d'autobus d'écoliers.

### Union européenne
L'Union européenne reconnaît que certains pays membres, dans leur organisation des transports scolaires peuvent déroger aux règles européennes relatives aux voyageurs.
L'Union européenne rend obligatoire l'utilisation des ceintures de sécurité dans les autocars, mais ne réglemente pas spécifiquement le transport scolaire.

### France
En France, une circulaire existe pour définir les transports à utiliser (autocar, transports en commun ou bien train) en fonction des circonstances. Dans certaines circonstances, lorsqu'un autocar est utilisé, le nombre de places assises doit être supérieur au nombre maximum de places assises officielles.

## Modes de transports
Différents modes de transports peuvent être utilisés.
Les grandes villes sont généralement dotées de transports publics comme métro, autobus, tramway. Ces transports peuvent parfois être utilisés pour se rendre sur le lieu scolaire, mais ne sont pas destinés à cet unique objet. De plus, ils peuvent ne pas être adaptés aux enfants les plus jeunes. Ces transports peuvent parfois faire l'objet d'une subvention particulière.

### Autocar

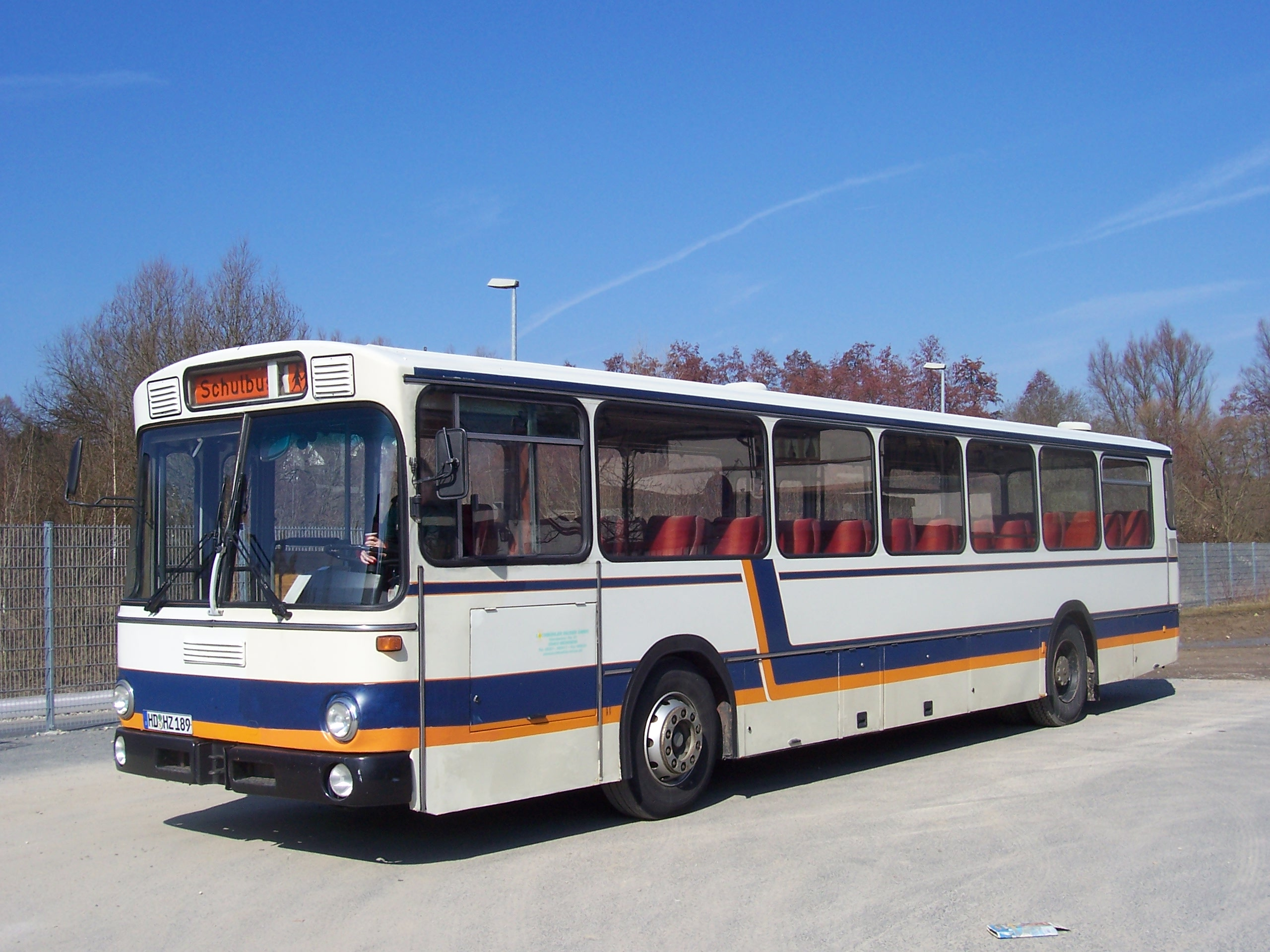
Un logo scolaire est généralement présent sur les autocars effectuant un transport scolaire.

L'autocar est un moyen commun d'effectuer du transport scolaire, que ce soit pour le trajet domicile-école au moyen d'un ramassage scolaire, ou lors d'excursions.
Son usage fait généralement l'objet d'une réglementation particulière dépendant du pays. On parle alors d'autocar scolaire.
En France, il a été permis de mettre trois enfants de moins de 12 ans sur deux places adultes, ainsi que de placer des enfants sur des places strapontins. Toutefois, ces possibilités ne sont généralement plus admises par les règles en vigueur, en raison des besoins d'évacuation en cas d'urgence. Depuis le décret n°2003-637 du 9 juillet 2003, le port de la ceinture est obligatoire.
En France, en 2016, 4 millions d'élèves sont transportés pour environ 80 accidents qui se produisent souvent à la montée ou bien à la descente de l'autocar.
Des pays comme le Canada et les États-Unis ont développé des autocars spécifiques à cet usage et dénommés autobus scolaires. Ils se reconnaissent par leur couleur jaune/orangé, mais tous les autocars jaunes-orangé ne sont pas nécessairement conformes aux réglementations spécifiques à l'Amérique du Nord (voir bus d'écolier).
Aux États-Unis, les autocars scolaires sont au nombre de 480 000 et parcourent 5,76 milliards de miles (ce qui peut correspondre à un ordre de huit milliards de kilomètres), transportant 26 millions d'étudiants. Cela permet à l'ensemble des étudiants de parcourir 260 millions de miles (ce qui peut correspondre à un ordre de 400 millions de kilomètres) chaque jour ouvré, soit 47 milliards de passagers-miles (ce qui peut correspondre à un ordre de 75 milliards de passagers/kilomètres) chaque année.

### Automobile
L'automobile peut être utilisée. En Auvergne-Rhône-Alpes, elle peut-être utilisée pour les zones non desservies par autocar, et lorsque la distance à parcourir est supérieure à 3500 mètres.
Le conducteur du véhicule est soumis à une visite médicale à la Préfecture.

### Pédibus
Le mode de transport dit pédibus consiste à convoyer les enfants sur le trajet domicile-école ; les enfants d'un quartier se déplacent à pied, encadrés par des parents équipés de chasubles fluorescentes. Les groupes d'enfants se forment à des endroits déterminés et ont un horaire précis.

### Train
Le train peut être utilisé aussi bien pour des voyages en groupe que pour des trajets quotidien domicile-école; dans certains cas, ces derniers sont remboursés ou  subventionnés

## Sécurité

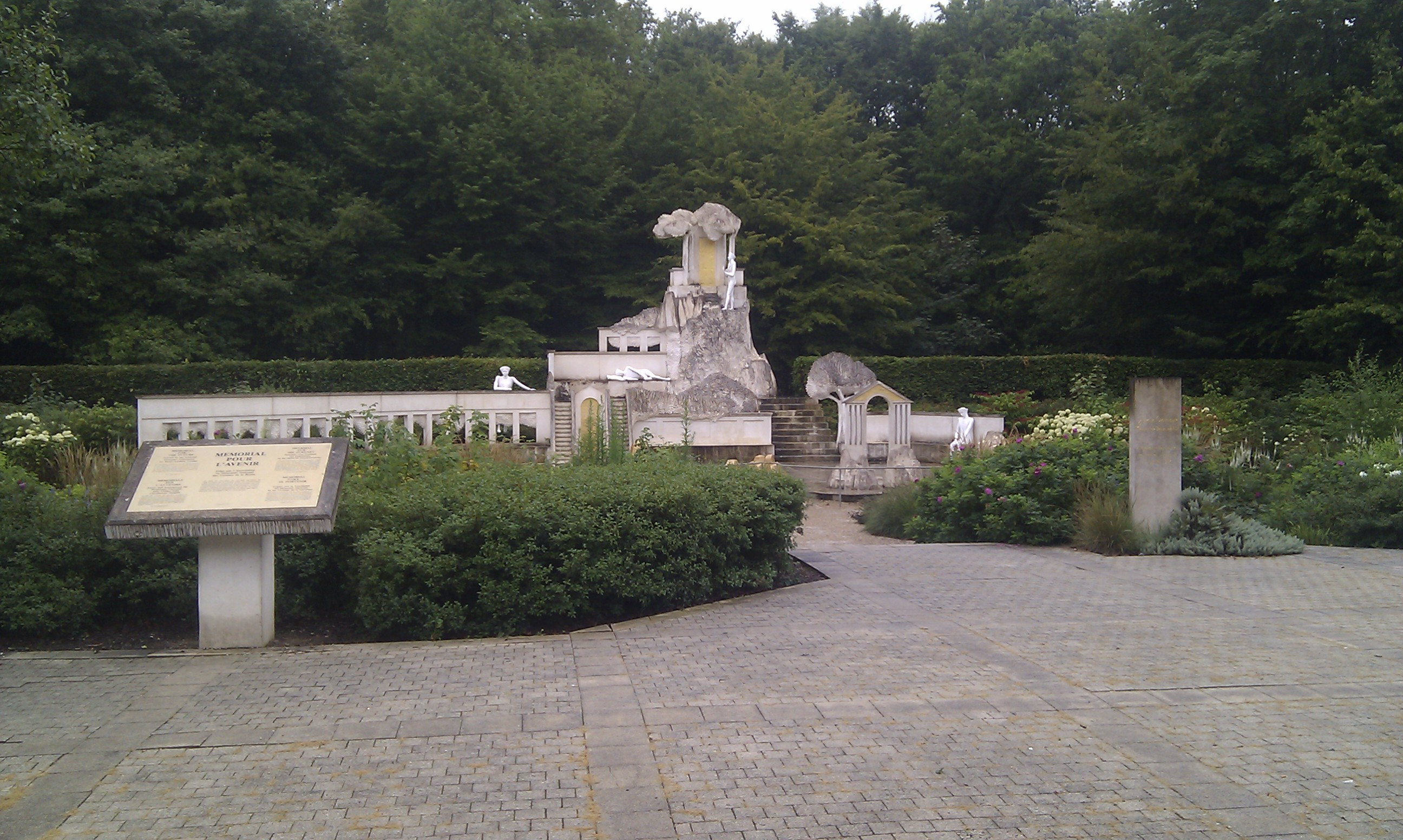
Mémorial pour l'Avenir (1985),
sculptrice: Françoise Jolivet, architecte: Jacques Valentin

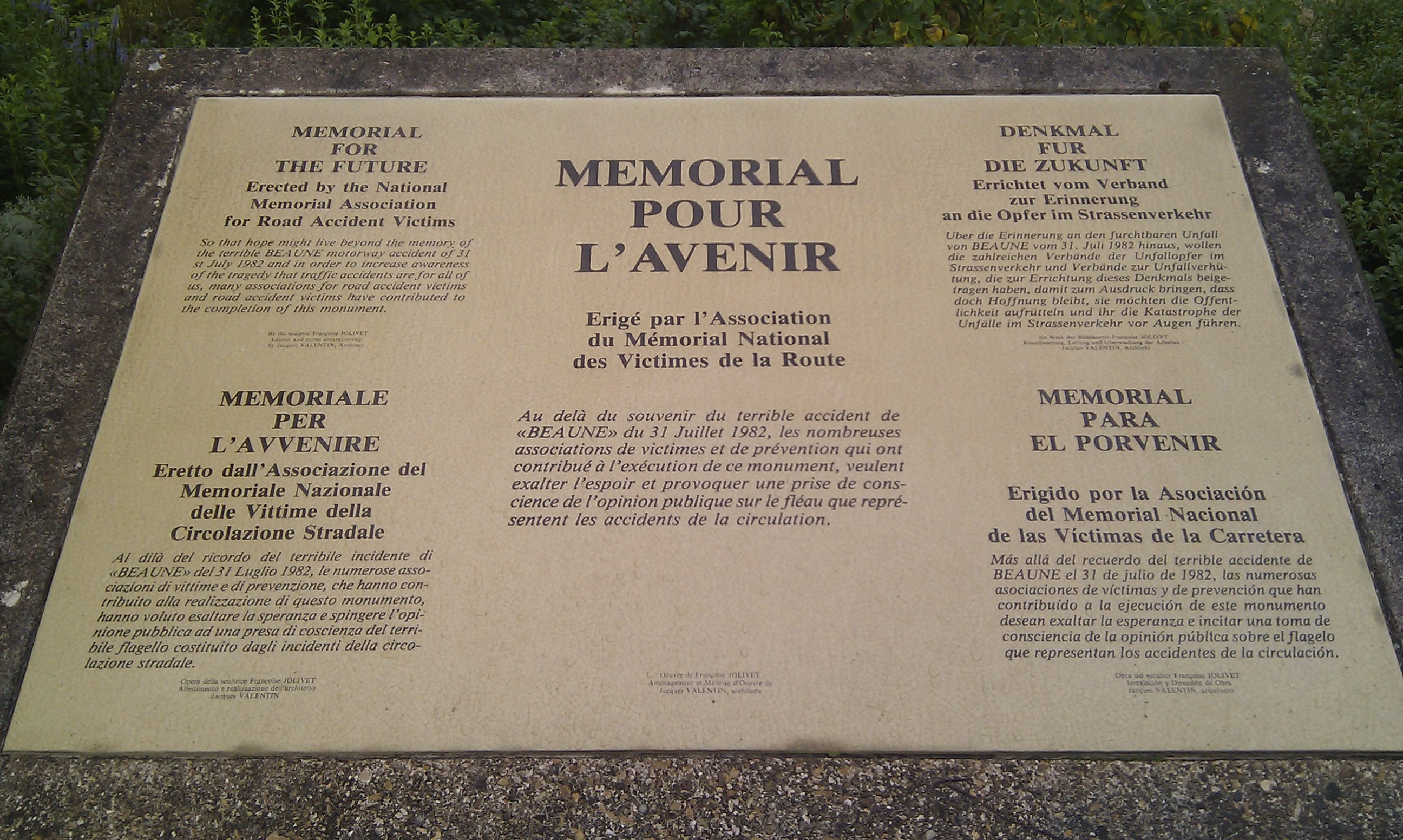
Inscription

Un rapport de 1994 se basant sur les statistiques de sécurité routière australienne a estimé que le transport à destination de l'école est :
- 7 fois moins dangereux pour les blessures graves et la mortalité que le voyage en automobile familiale ;
- 31 fois moins dangereux que la marche ;
- 228 fois moins dangereux que le transport à bicyclette.

Aux États-Unis, les responsables du National Transportation Safety Board considèrent que les autocars scolaires sont plus sur que des voitures, même pour les autocars qui ne sont pas équipés de ceinture de sécurité.
En France, « les transports collectifs sont plus sûrs que les transports privés comme la voiture » d'après le secrétaire général de l'Association nationale pour les transports éducatifs de l'enseignement public.
En France, d'après la MAIF, l'autocar présente 30 fois moins d’accidents mortels que la voiture.
En France, avant 2010, chaque année environ une centaine d'accidents liés à un transport scolaire surviennent, tuant entre sept et huit enfants, à l'intérieur d'un véhicule ou bien à l'extérieur de l'autocar.
En France, entre 2010 et 2015, le nombre d'accidents annuels non exhaustif est compris entre 25 et 43 ; le nombre de tués entre trois et six; le nombre total de victime est compris entre 46 et 132.

### Principaux accidents
En 1982, survient l'accident de Beaune concernant un autocar scolaire. Un monument, le Mémorial pour l'Avenir, est érigé en 1985 sur l'Autoroute A6 au sud de Beaune, sur l'aire du Curney. En France, cet accident conduit à limiter légalement la vitesse par temps de pluie : la vitesse maximale est fixée à 110 km/h sur autoroute et 80 km/h sur route nationale.